# Tor Arneberg
Tor Birger Arneberg (4 de setembro de 1928 — 23 de setembro de 2015) foi um velejador norueguês, medalhista olímpico. Ele competiu nos Jogos Olímpicos de Verão de 1952 na classe 6 Metre e conquistou a medalha de prata na disputa a bordo do Elisabeth X com Finn Ferner, Johan Ferner, Erik Heiberg e Carl Mortensen.
Em 1950 ele se formou no Dartmouth College e concluiu com sucesso um MBA na Harvard Business School em 1953. Um ano depois casou-se com a americana Jean Overhyser, com quem teve três filhas. A família emigrou para os Estados Unidos em 1959, e Arneberg recebeu a cidadania americana em 1967.